# Fußball-Bundesliga/Rekorde/Energie Cottbus
Der Artikel Fußball-Bundesliga/Rekorde/Energie Cottbus listet die vereinsspezifischen Rekorde von Energie Cottbus auf, die mit Bezug auf die Zugehörigkeit zur deutschen Fußball-Bundesliga gehalten werden.
Der Verein ist aktuell kein Bundesligist (Stand: Saison 2025/26).

Siehe auch: 

## Vorbemerkung
Es besteht eine Unterteilung zwischen Positiv- und Negativrekorden sowie vereinsinternen Bestmarken. Weitere Rekorde, die dem Verein nicht zuzuordnen sind, werden im Hauptartikel unter „Allgemein“ gelistet. Dort bestehen zudem die Rubriken „Trainerspezifische Rekorde“, „Schiedsrichterspezifische Rekorde“ sowie „Sonstige Rekorde“. Es besteht außerdem die Möglichkeit „In nächster Zeit möglicherweise fallende Bestmarken“ im unteren Bereich der Hauptseite festzuhalten, bzw. die neuen Rekorde an die passenden Stellen einzusortieren. Wenn möglich, wird zu einem Positivrekord auch der Negativrekord als Gegenstück gelistet (und andersrum). Die Liste erhebt keinen Anspruch auf Vollständigkeit.

## Energie Cottbus
Aktuelle Platzierung in der Ewigen Tabelle der Fußball-Bundesliga: Platz 35 von 58 (Stand: 34. Spieltag 2024/25)

### Positivrekorde
- erste Startelf ohne deutschen Spieler: am 28. Spieltag 2000/01 (beim 0:0-Unentschieden gegen den VfL Wolfsburg)[2]
  - auch erste Mannschaft, die keinen deutschen Spieler einsetzte, denn die drei Einwechselspieler waren ebenfalls Legionäre

### Negativrekorde
- meiste Niederlagen in Folge ab dem ersten Bundesligaspiel: 3 (1. bis 3. Spieltag 2000/00, gemeinsam mit dem Karlsruher SC (1963), Borussia Neunkirchen (1964), und Holstein Kiel (2024), Stand: 3. Spieltag 2024/25)[3]
- meiste gelbe Karten in einer Saison: 99 (2001/02)[4]

### Vereinsintern
- Rekordspieler: Timo Rost (129 Einsätze)[5]
- Rekordtorhüter: Tomislav Piplica (117 Einsätze)[5]
- Rekordtorschütze: 2 Spieler (je 15 Tore)[6]:
  - Vasile Miriuță
  - Dimitar Rangelow
- höchster Sieg: 5:1 (gegen Hannover 96, am 17. Spieltag 2007/08)[7][8]
- längste Zeit ohne Torerfolg: 619 Minuten (2002/03)[9]
- meiste Einsätze, ohne je durchgespielt zu haben: 27 (Lars Jungnickel wurde bei jedem seiner Einsätze ein- und/oder ausgewechselt, Stand: 20. Spieltag 2023/24)[10][11]